# USS Hoel (DD-533)
O USS Hoel foi um navio contratorpedeiro operado pela Marinha dos Estados Unidos e a quinquagésima terceira embarcação da Classe Fletcher. Sua construção começou em junho de 1942 nos estaleiros da Bethlehem Shipbuilding e foi lançado ao mar em dezembro do mesmo ano, sendo comissionado na frota norte-americana em julho de 1943. Era armado com uma bateria principal de cinco canhões de 127 milímetros e dez tubos de torpedo de 533 milímetros, tinha um deslocamento de mais de duas mil toneladas e alcançava uma velocidade máxima de 35 nós.
O Hoel entrou em serviço no meio da Segunda Guerra Mundial, participando primeiro de operações na Campanha nas Ilhas Gilbert e Marshall até o início de 1944 e depois de ações na Campanha nas Ilhas Marianas e Palau até o início outubro. Em seguida a embarcação auxiliou na Invasão das Filipinas em 20 de outubro e cinco dias depois esteve presente na Batalha de Samar, o confronto mais central da Batalha do Golfo de Leyte. Durante a batalha, o Hoel foi afundado depois de ser alvejado várias vezes por cruzadores pesados e couraçados japoneses.